# Mimaspurgus niveoscutellatus
Mimaspurgus niveoscutellatus är en skalbaggsart som först beskrevs av Stefan von Breuning 1939.  Mimaspurgus niveoscutellatus ingår i släktet Mimaspurgus och familjen långhorningar.
Artens utbredningsområde är Madagaskar. Inga underarter finns listade i Catalogue of Life.